# 若築建設
若築建設株式会社（わかちくけんせつ）は、東京都目黒区に本社、福岡県北九州市若松区に登記上の本店を置く建設業者である。

## 概要
1890年、福岡県若松市（現在の北九州市若松区）にて、海上交通の要衝である洞海湾（若松港）および周辺の運河を改良し、筑豊炭田から採掘された石炭の積出港として開発・運営することを目的として創立した。工事費用は港や運河を利用する船舶から使用料を徴収して賄うという条件で、福岡県知事からの許可を受け、改良工事に着手する。徐々に港の整備が進み、1901年、八幡村（後の八幡市、現・北九州市八幡東区）に官営八幡製鉄所が開設されたことを契機に、洞海湾を中心とする地域は、北九州工業地帯として発展していった。
浚渫（しゅんせつ）や埋立といった港湾工事（海上土木工事）を得意とし、羽田空港D滑走路や那覇空港といった海上空港、東京湾横断道路（アクアライン）、明石海峡大橋、沖縄初の那覇海底トンネル工事などの数々の大規模プロジェクトに参画している。
また、港湾工事の他に、陸上土木工事や建築工事、海外事業へと展開し、総合建設業者として、2020年5月に創業130周年を迎えた。
コーポレートメッセ―ジは「豊かな未来へ　技術のメッセージ」である。東証一部上場企業。

## 基本理念
- 企業理念

内外一致 同心協力
- 経営理念

「品質と安全」を核とした施工により、お客様の信頼を高め、社会に貢献する。

## 沿革[2]
- 1890年（明治23年）5月23日 - 若松築港会社設立。
- 1893年（昭和26年）7月 - 社名を若松築港株式会社に改称。
- 1961年（昭和36年）10月2日 - 東京証券取引所第二部に上場。
- 1962年（昭和37年）8月1日 - 東京証券取引所第一部に上場。
- 1965年（昭和40年）7月1日 - 若築建設株式会社に社名変更。
- 1972年（昭和47年） - 川田工業株式会社を合併。
- 1976年（昭和51年） - スエズ浚渫（しゅんせつ）工事着工。
- 1983年（昭和58年） - 新社章制定。
- 1989年（平成元年） - マスコットキャラクター「カモノハシのわっくん」、プロモーションマーク制定。
- 1990年（平成2年） - 創業100周年。
- 1997年（平成9年） - 若松本店完成、わかちく史料館開設。
- 2014年（平成26年） - ハイブリッド式グラブ浚渫船「若鷲丸」の建造。
- 2020年（令和2年） - 創業130周年。

## 支店所在地
- 東北（仙台）
- 千葉
- 東京
- 横浜
- 北陸（新潟）
- 名古屋
- 大阪
- 中国（広島）
- 四国（高松）
- 九州（北九州）
- 福岡

## わかちく史料館
若松および若松港・洞海湾と、若築建設の歴史を紹介する施設として、1997年（平成9年）に北九州市若松区にある本店ビル完成時に同ビル内に開館した。
- 休館日 - 月曜日、祝祭日、年末年始
- 開館時間 - 10:00-16:00
- 入館料 - 無料

## 関連する人物
- 石野寛平 - 創業者。
- 渋沢栄一 - 「日本資本主義の父」と称される。相談役として在籍していた。
- 安川敬一郎 - 安川財閥の創始者。会長として在籍していた。
- 松本健次郎 - 日本の実業家。社長として在籍していた。
- 麻生太吉 - 第92代内閣総理大臣麻生太郎の曽祖父。発起人および創業時の株主。
- 黒田長成 - 日本の政治家で華族（侯爵）。創業時の株主。
- 有田一壽 - 日本の実業家、政治家、教育家。社長・会長として在籍していた。